# Substance Abuse and Mental Health Services Administration
Die Substance Abuse and Mental Health Services Administration (SAMHSA) ist eine Behörde des US-Gesundheitsministeriums, die für die Förderung der Gesundheit von Menschen mit Suchterkrankungen und psychischen Störungen in den Vereinigten Staaten verantwortlich ist. Die SAMHSA wurde 1992 gegründet und hat ihren Hauptsitz in Rockville, Maryland.

## Aufgaben und Ziele
Die Hauptaufgabe der SAMHSA besteht darin, die Verfügbarkeit und den Zugang zu qualitativ hochwertigen Behandlungs- und Präventionsdiensten für Menschen mit Sucht- und psychischen Gesundheitsproblemen zu verbessern. Die Behörde arbeitet eng mit staatlichen und lokalen Regierungen, gemeinnützigen Organisationen und anderen Partnern zusammen, um Programme und Ressourcen zu entwickeln, die zur Bewältigung von Suchterkrankungen und psychischen Störungen beitragen.
Zu den Hauptzielen der SAMHSA gehören:
- Die Förderung der Vorbeugung von Suchterkrankungen und psychischen Störungen durch Aufklärung und Bewusstseinsbildung.
- Die Unterstützung von Forschung und Innovation im Bereich der Sucht- und psychischen Gesundheit.
- Die Bereitstellung von Finanzmitteln für staatliche und lokale Programme zur Behandlung und Prävention von Suchterkrankungen und psychischen Störungen.
- Die Förderung der Integration von Sucht- und psychischen Gesundheitsdiensten in das allgemeine Gesundheitssystem.

## Programme und Initiativen
Die SAMHSA bietet eine Vielzahl von Programmen und Initiativen an, die darauf abzielen, die Gesundheit und das Wohlbefinden von Menschen mit Sucht- und psychischen Gesundheitsproblemen zu verbessern. Einige der wichtigsten Programme und Initiativen der SAMHSA sind:
- Behavioral Health Barometer – Ein jährlich erscheinender Bericht, der Daten und Statistiken über die Prävalenz von Sucht- und psychischen Gesundheitsproblemen in den USA liefert.
- National Helpline – Eine kostenlose, rund um die Uhr erreichbare Hotline, die Beratung und Unterstützung für Menschen mit Sucht- und psychischen Gesundheitsproblemen sowie deren Familienangehörige bietet.
- Block Grants – Finanzmittel, die an die Bundesstaaten und Territorien vergeben werden, um Programme und Dienstleistungen zur Behandlung und Prävention von Suchterkrankungen und psychischen Störungen zu unterstützen.

## Kritik
Die SAMHSA hat auch Kritik erfahren, insbesondere hinsichtlich ihrer Finanzierung und Prioritäten. Einige Kritiker argumentieren, dass die Behörde nicht ausreichend finanziert sei, um die steigende Nachfrage nach Sucht- und psychischen Gesundheitsdiensten zu bewältigen.
Darüber hinaus gibt es Bedenken hinsichtlich der Wirksamkeit einiger Programme und Initiativen der SAMHSA. Einige Kritiker behaupten, dass die Behörde mehr Anstrengungen unternehmen sollte, um evidenzbasierte Praktiken und Programme zu fördern, die nachweislich effektiv seien.